# Das Fleisch der Orchidee
Das Fleisch der Orchidee (Originaltitel: La chair de l’orchidée) ist ein französisch-italienisch-deutscher Kriminalfilm aus dem Jahr 1975. Das Spielfilmdebüt des Theaterregisseurs Patrice Chéreau basiert auf dem gleichnamigen Roman von James Hadley Chase.

## Handlung
Claire wurde in ein abgelegenes Gebäude einer Irrenanstalt auf dem Land eingesperrt. Als der Gärtner der Anstalt sie wieder einmal zu vergewaltigen versucht, sticht sie ihm die Augen aus.
Der Pferdezüchter Louis Delage fährt mit seinem Bekannten Marcucci zu einem gesellschaftlichen Treffen. Auf der Straße hat sich ein Wagen überschlagen. Der Fahrer ist tot, seine Augen sind zerstochen. Claire kommt verletzt hinter dem Wagen hervor. Die beiden nehmen sie mit in das Hotel, in dem die Versammlung stattfindet. Als Louis auf dem Treffen ist, versucht Marcucci Claire zu vergewaltigen. Auch ihm sticht sie die Augen aus. Louis entdeckt ihn, verbindet ihn und stößt wieder zu seiner Veranstaltung. Unterdessen wird Marcucci von den Auftragskillern Gyula und Joszef Berekian, zwei ehemaligen Zirkusartisten, getötet.
Louis kann mit Claire fliehen. Sie verstecken sich in seinem Haus, aber die Killer sind schon hinter ihnen her. Claire und Louis verbringen die Nacht miteinander, während vor dem Gutshof die Killer Wache schieben. Parallel dazu erfährt man, dass Claire von ihrer Tante, Madame Bastier-Wegener, in das Irrenhaus gesteckt wurde, weil die Tante sich das riesige Erbe ihres verstorbenen Bruders für sich und ihren Sohn Arnaud unter den Nagel reißen möchte.
Als Louis und Claire aus dem Gutshof flüchten wollen, kommen die Killer angefahren. Gyula Berekian wirft Louis ein Messer in den Rücken, aber Claire kann ihn in das Auto zerren und davonfahren. Auf der Suche nach einem Arzt wird Claire von einer Pflegerin der Irrenanstalt erkannt und in einem Zimmer der Praxis eingesperrt. Statt der erwarteten Pfleger stehen plötzlich Gyula und Joszef Berekian vor der Tür und nehmen Claire mit.
Louis wird auf Wunsch von Madame Bastier-Wegener in der Irrenanstalt versteckt und gepflegt. Als die Killer an der Tür der Anstalt läuten, verrät Arnaud, wohin seine Mutter mit Louis flüchten will. Claire wird von den Killern zu einer früheren Zirkuskollegin, Lady Vamos, gebracht, die in einem Kino namens „Cinema Italia“ lebt. Weil sie Mitleid mit Claire hat, verrät sie ihr ihre wahre Herkunft. Claire ist die Tochter aus einer Affäre ihrer Mutter mit Orchidee, einem Zirkusartisten, der aber auch ein Verbrecher war und als Markenzeichen an den Schauplätzen seiner Taten eine Orchidee hinterließ. Nach ihrer Geburt brachte sich die Mutter um und Claire wuchs bei ihrem Vater auf. Lady Vamos verhilft Claire zur Flucht.
Im Bahnhofsgebäude, in dem ausschließlich Frauen warten, trifft Claire auf eine Verrückte, die in Claire eine „Geistesverwandte“ sieht. Claire flüchtet sich in den Zug.
Louis wird von der Entourage um Madame Bastier-Wegener in das Haus ihres Bruders bei Zürich gebracht. Dort ist Claire schon eingetroffen, schlafend liegt sie auf dem Boden eines Zimmers. Claire und Louis sprechen sich aus, während das ganze Haus verrammelt wird aus Angst vor dem Angriff der Killer. Arnaud, der Sohn von Madame Bastier-Wegener, begeht Selbstmord, als er Claire und Louis zusammen sieht. Joszef Berekian tötet Louis. Claire kann ihn stellen und kratzt ihm die Augen aus. Die Killer fliehen.
Claire liegt im Krankenhaus, Lady Vamos kommt sie besuchen. Gyula Berekian schleicht sich herein, um den Auftrag zu beenden. Er tötet Lady Vamos mit einem Messerwurf, dann erscheint in einer Überblendung seine Vergangenheit vor ihm – seinen Beruf als Messerwerfer hat er aufgegeben, weil er bei einer Vorstellung versehentlich seine Partnerin getötet hat – und er begeht Selbstmord.
Noch vom Krankenhaus aus bespricht Claire am Telefon die ersten Geschäfte, denn: „Geld muss arbeiten, Geld muss mehr werden!“

## Hintergrund
Das Fleisch der Orchidee startete am 29. Januar 1975 in den französischen und am 2. August desselben Jahres in den deutschen Kinos.
1976 waren der Kameramann Pierre Lhomme und der Ausstatter Richard Peduzzi für einen César nominiert.

## Kritik
„[Charlotte Rampling] irrt durch ein gespenstisch verregnetes und vernebeltes Frankreich […] Anfangs beeindruckt Chéreaus Kunst, ein auswegloses Schreckenslabyrinth zu inszenieren. Dann jedoch führt seine theatralische Schicksalsdramaturgie immer tiefer in einen pseudobedeutsam aufgedonnerten Kintopp.“

„Nie wird es hell, selten hört es auf zu regnen in diesem schwarzen Melodram […] In seinem ersten Film entwirft der junge Pariser Theaterregisseur Patrice Chéreau ein atmosphärisch ungemein dichtes Universum aus Nacht und Wahnsinn. Eindrucksvoll […] verbindet er die brillant kalkulierte Künstlichkeit der Inszenierung – exquisit morbide Farben, ausgesucht trostlose Schauplätze – mit einem feinen Gespür für die klassische Zwangsläufigkeit, mit der die Tragödie ihren Lauf nimmt.“

„Zwischen Horror- und Kriminalfilm angesiedeltes Erstlingswerk; blutrünstig und handwerklich noch unbeholfen, aber leidlich spannend und mit vorzüglichen Darstellern.“